# اوایل تابستان
اوایل تابستان (ژاپنی: 麦秋 Bakushū) فیلمی درام به کارگردانی یاسوجیرو ازو محصول سال ۱۹۵۱ است. از بازیگران آن می‌توان به ستسوکو هارا، چیشو ریو، چیکاگه آواشیما، هاروکو سوگیمورا و سیجی میاگوچی اشاره کرد.
اوایل تابستان همچون اغلب فیلمهای پس از جنگِ ازو مسائلی همچون عدم ارتباط نسل‌ها و قدرت‌گیری زنان در ژاپنِ پس از جنگ را به‌ تصویر می‌کشد. فیلم حکایت زنی‌ست که قانع و رضایتمندانه در خانواده‌ای بزرگ که متشکل از پدر و مادرش و خانواده برادرش است، زندگی می‌کند، اما دیدار یکی از عموها خانواده را بر آن می‌دارد که همسری برایش بیابند.